# Denílson Pereira Neves
Denílson Pereira Neves (* 16. února 1988), jednoduše znám jako Denílson, je brazilský fotbalista, který v současné době hraje jako záložník v brazilském týmu São Paulo. Je to bývalý kapitán brazilského U20 národního týmu.